# ويلبر كورتيز أبوت
ويلبر كورتيز أبوت (بالإنجليزية: Wilbur Cortez Abbott)‏ هو مؤرخ وكاتب أمريكي، ولد في 28 ديسمبر 1869 في كوكومو في الولايات المتحدة، وتوفي في 1947 في بوسطن في الولايات المتحدة.